# Charles Joseph du Pasquier de Dommartin
Charles Joseph du Pasquier de Dommartin, né le 24 juillet 1817 à Metz (Moselle) et décédé le 20 mai 1871, est un député français. Sous le Second Empire, il fut député des Vosges.

## Biographie
Fils d'Alphonse du Pasquier de Dommartin, un officier de cavalerie, et de Hyacinthe de Blochausen, Charles Joseph du Pasquier de Dommartin naît à Metz, en Moselle, le 24 juillet 1817. Suivant les traces de son père, Pasquier de Dommartin se destine à la carrière des armes. En 1836, il prépare l’École spéciale royale militaire de Saint-Cyr, intégrant la promotion « de l'Obélisque » (1836-1838). 
Conseiller général du canton de Châtenois de 1861 à 1871, Pasquier de Dommartin est élu le 23 mai 1869 à l'Assemblée nationale pour représenter le département des Vosges. Il siège, comme indépendant, jusqu'au jour de la prise de pouvoir du général Trochu, le 4 septembre 1870. 
Charles Joseph du Pasquier de Dommartin décéde à Paris, pendant la Commune, le 20 mai 1871.